# Mönsterås socken
Mönsterås socken i Småland ingick i Stranda härad, ingår sedan 1971 i Mönsterås kommun i Kalmar län och motsvarar från 2016 Mönsterås distrikt.
Socknens areal är 169,44 kvadratkilometer, varav land 168,94 (exklusive köpingen areal på 1,7/1,2). År 2000 fanns här 5 327 invånare. Herrgården Kråkerum samt tätorten och kyrkbyn Mönsterås med sockenkyrkan Mönsterås kyrka ligger i socknen. 

## Administrativ historik
Mönsterås socken har medeltida ursprung.
Vid kommunreformen 1862 övergick socknens ansvar för de kyrkliga frågorna till Mönsterås församling och för de borgerliga frågorna till Mönsterås landskommun och Mönsterås köping. Landskommunen uppgick 1952 i Mönsterås köping som sedan 1971 gick upp i Mönsterås kommun.
1 januari 2016 inrättades distriktet Mönsterås, med samma omfattning som församlingen hade 1999/2000.
Socknen har tillhört samma fögderier och domsagor som Stranda härad. De indelta soldaterna tillhörde Smålands husarregemente, Staby skvadron, Överstelöjtnantens kompani och båtsmännen tillhörde Smålands båtsmanskompani.

## Geografi
Mönsterås socken ligger vid Kalmarsund med Emån som gräns i norr. Socknen är flack och skogbeväxt i väster och består av odlingsbygd och skärgård i öster.

## Fornlämningar

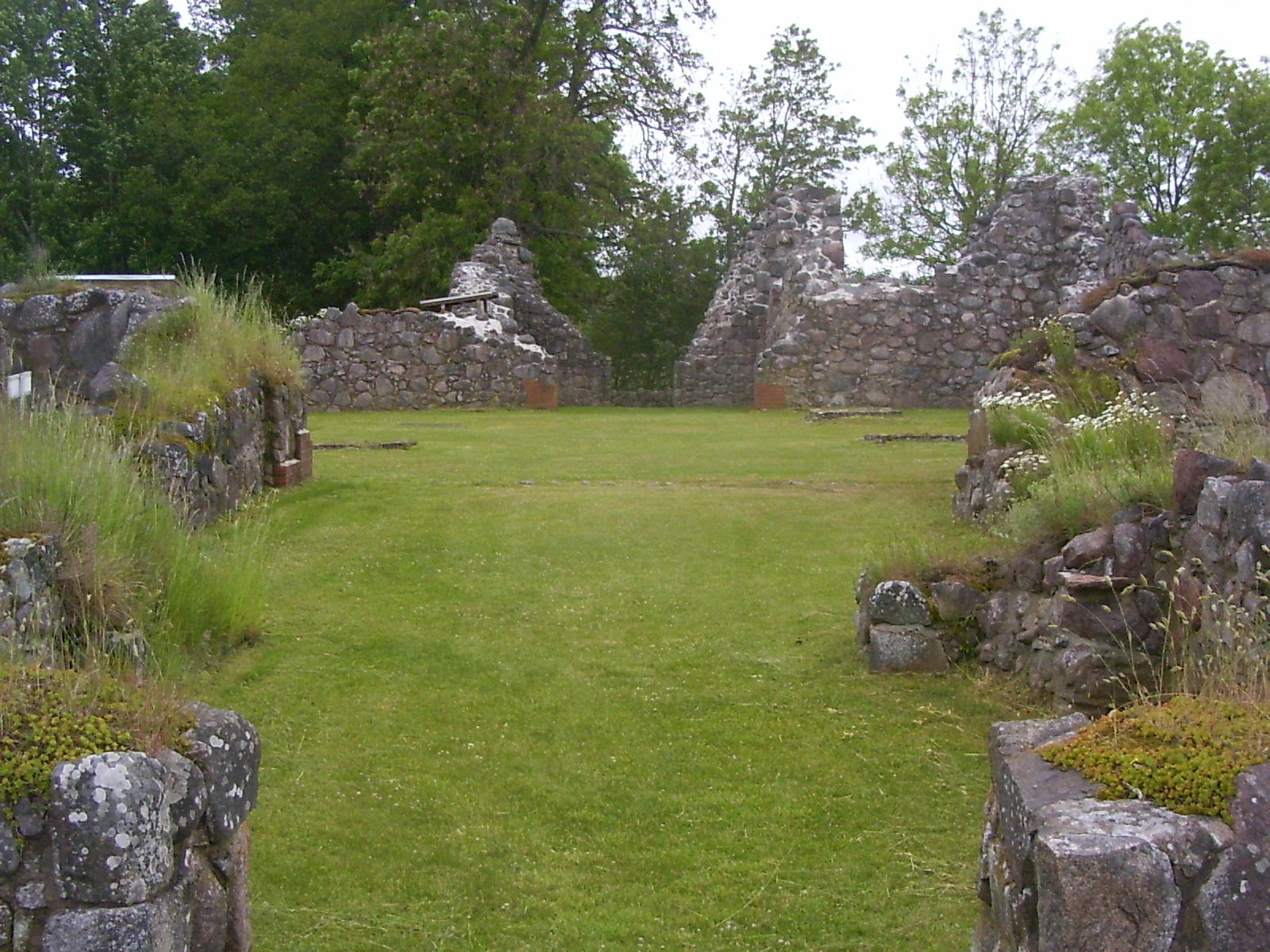
Ruinerna efter Kronobäcks kloster

Kända från socknen är flera stenåldersfynd, flera gravrösen med stensättningar från bronsåldern och två gravfält från järnåldern. Vid Kronobäck återfinns ruinerna efter Kronobäcks kloster.

## Namnet
Namnet (1326 Myolstadhaas) kommer från kyrkbyn. Förleden är Mölstad, namnet på en grannby som i sig har förleden mjöl, 'sandig terräng' och sta(d), 'boplats'. Efterleden är ås, syftande på åsen vid kyrkan och också äldre namn på kyrkbyn. Sammanlagt blir då tolkningen 'åsen vid Mölstad' alternativt 'bebyggelsen Ås vid Mölstad'.

## Personer från bygden
- Psalmförfattaren och riksdagsmannen Carl Boberg
- Statsministern Felix Hamrin
- Musikerbröderna Ivan och Weine
- 1700-talsförfattaren Jacob Wallenberg

### Fotnoter
1. 1 2  Svensk Uppslagsbok Mönsterås socken
2. 1 2  Harlén, Hans; Harlén Eivy (2003). Sverige från A till Ö: geografisk-historisk uppslagsbok. Stockholm: Kommentus. Libris 9337075. ISBN 91-7345-139-8
3. ↑  Administrativ historik för Mönsterås socken (Klicka på församlingsposten). Källa: Nationella arkivdatabasen, Riksarkivet.
4. ↑  Om Smålands båtsmanskompani privat sida
5. 1 2  Sjögren, Otto (1931). Sverige geografisk beskrivning del 2 Östergötlands, Jönköpings, Kronobergs, Kalmar och Gotlands län. Stockholm: Wahlström & Widstrand. Libris 9939
6. 1 2  Nationalencyklopedin
7. ↑  Fornlämningar, Statens historiska museum: Mönsterås socken
8. ↑  Fornminnesregistret, Riksantikvarieämbetet: Mönsterås socken Fornminnen i socknen erhålls på kartan genom att skriva in sockennamn (utan "socken") i "Ange geografiskt område"
9. ↑  Mats Wahlberg, red (2003). Svenskt ortnamnslexikon. Uppsala: Institutet för språk och folkminnen. Libris 8998039. ISBN 91-7229-020-X. https://isof.diva-portal.org/smash/get/diva2:1175717/FULLTEXT02.pdf